# Trolejbusová doprava v Gori

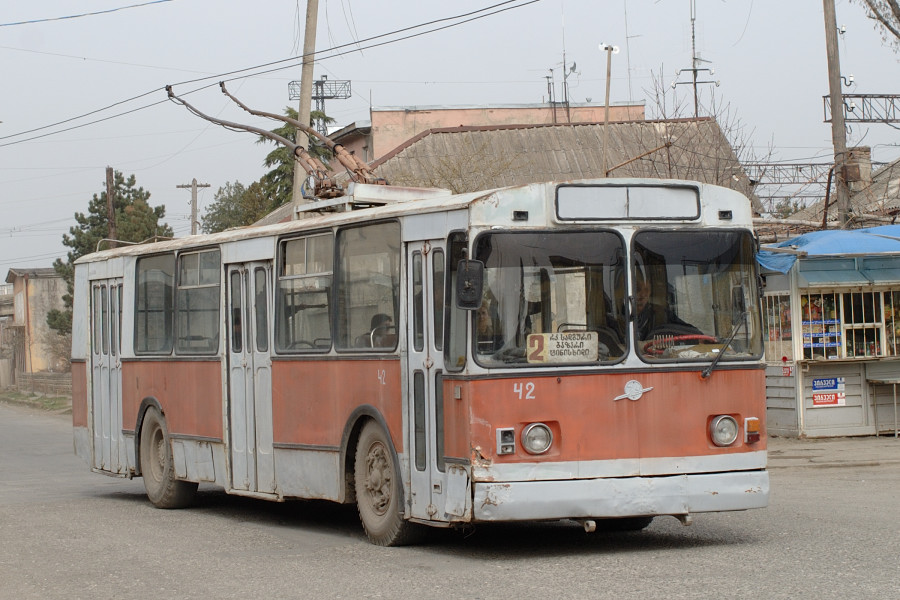
ZiU-9 v Gori

V gruzínském městě Gori byla v provozu trolejbusová síť.
První trolejbusy vyjely v Gori na pravidelnou linku 30. dubna 1972. Ještě v listopadu téhož roku byla zprovozněna linka č. 2, k zahájení provozu na lince 3 došlo v roce 1979, kdy byla také otevřena nová vozovna na kraji města s manipulační tratí (do té doby byla využívána pouze odstavná plocha). Vrcholem trolejbusové dopravy v Gori byl rok 1981, kdy byly v provozu čtyři linky. V roce 2006 byly v provozu již pouze linky dvě, které navíc nebyly nijak propojeny. Začátkem roku 2010 jezdily trolejbusy jen na lince č. 2, která byla obsluhována 5–6 vozidly. Kvůli nedostatku finančních prostředků a špatnému stavu trolejbusů byl provoz 29. března 2010 zastaven.
Vozový park tvořily v minulosti především trolejbusy československé výroby typu Škoda 9Tr (v třídveřovém i ve dvoudveřovém provedení), kterých bylo do Gori dodáno celkem 22. V 80. letech 20. století je následovaly ještě tři vozy Škoda 14Tr. V 90. letech byly zakoupeny dva ruské trolejbusy ZiU-9, roku 2006 byl vozový park doplněn o tři vozy ZiU-682 (modernizovaná verze ZiU-9), které byly původně v provozu v Athénách. V roce 2006 bylo v provozu 12 vozidel.